# Eisenberg, Ostallgäu
Eisenberg là một đô thị ở Ostallgäu bang Bayern thuộc nước Đức.